# Bronisław Młodziejowski (biolog)
Bronisław Juliusz Młodziejowski (ur. 28 maja 1948 w Poznaniu) – polski wojskowy i wykładowca akademicki, generał brygady Wojska Polskiego, doktor habilitowany nauk biologicznych, profesor nadzwyczajny Uniwersytetu Warmińsko-Mazurskiego, specjalista w zakresie biologii kryminalistycznej i osteologii sądowo-lekarskiej.

## Życiorys
Jego ojcem był Jerzy Młodziejowski (1909–1985), geograf, taternik, krajoznawca, a także muzyk. W 1975 Bronisław Młodziejowski na podstawie pracy Rozwój cech metrycznych kości długich człowieka w okresie płodowym uzyskał stopień doktora na Wydziale Biologii i Nauk o Ziemi Uniwersytetu im. Adama Mickiewicza w Poznaniu. W 1987 na tej samej uczelni habilitował się w oparciu o rozprawę Przemiany międzypokoleniowe wielkości narządów wewnętrznych w rozwoju progresywnym człowieka. Specjalizuje się w zakresie kryminalistyki i medycyny sądowej. Opublikował m.in. siedem podręczników i skryptów akademickich, był m.in. recenzentem pięciu prac doktorskich.
Zawodowo związany początkowo z Akademią Spraw Wewnętrznych w Warszawie, gdzie był m.in. kierownikiem Zakładu Medycyny Sądowej i Psychiatrii w Instytucie Kryminalistyki i Kryminologii (1984–1988), wicedyrektorem i p.o. dyrektora Instytutu Kryminalistyki i Kryminologii (1988–1990) oraz p.o. dziekana Wydziału Bezpieczeństwa Państwa (1989–1990).
Brał udział w wykopaliskach w Charkowie i pracach sondażowych w Miednoje, prowadzonych w związku z ekshumacją ofiar zbrodni katyńskiej z 1940, w tym 1991 jako członek ekipy oraz od 6 do 22 listopada 1994 i od 7 czerwca do 31 lipca 1995 jako szef ekspedycji. W tym czasie niezależnie od badań oficjalnych odkupił od obywatela rosyjskiego przedmioty i obiekty pochodzące z terenu zbrodni katyńskiej, które zostały przekazane do Rady Ochrony Pamięci Walk i Męczeństwa. Jego stryj, muzyk Bronisław Młodziejowski (1911–1940), był ofiarą zbrodni katyńskiej, został zamordowany w Charkowie.
Później zajmował stanowisko dyrektora Instytutu Nauk Policyjnych w Legionowie, a także prorektora Wyższej Szkoły Policji w Szczytnie (1991–1992). Był też zastępcą dyrektora biur kadr i szkolenia najpierw w Komendzie Głównej Policji, następnie w Urzędzie Ochrony Państwa. W latach 1996–2000 pełnił zawodową służbę wojskową na stanowisku dowódcy Nadwiślańskich Jednostek Wojskowych Ministerstwa Spraw Wewnętrznych i Administracji. 3 maja 1997 prezydent Aleksander Kwaśniewski mianował go na stopień generała brygady. Został następnie przeniesiony do rezerwy.
W 2001 został profesorem Uniwersytetu Warmińsko-Mazurskiego, obejmując funkcję kierownika Zakładu Kryminalistyki i Medycyny Sądowej na Wydziale Prawa i Administracji
Był członkiem komitetu poparcia Bronisława Komorowskiego przed wyborami prezydenckimi w 2010 i w 2015. Został także członkiem komitetu naukowego II Konferencji Smoleńskiej z 2013, poświęconej katastrofie samolotu Tu-154 w Smoleńsku z 10 kwietnia 2010.

## Odznaczenia i wyróżnienia
- Krzyż Oficerski Orderu Odrodzenia Polski (2011)[13]
- Krzyż Kawalerski Orderu Odrodzenia Polski (2001)[14]
- Złoty Krzyż Zasługi (1996)[15]
- Srebrny Krzyż Zasługi
- Medal Komisji Edukacji Narodowej
- Krzyż Komandorski z Gwiazdą Orderu Świętego Stanisława (2006)[16]
- Medal Dnia Pamięci Ofiar Zbrodni Katyńskiej (2009, przyznany przez radę Polskiej Fundacji Katyńskiej)[17] x
- Nagroda Ministra Spraw Wewnętrznych (1989, za monografię Zarys osteologii sądowo-lekarskiej)
- Nagroda Rektora Uniwersytetu Warmińsko-Mazurskiego za osiągnięcia naukowe (2003)
- Nagroda Rektora Uniwersytetu Warmińsko-Mazurskiego za osiągnięcia dydaktyczne (2012)

## Wybrane publikacje
- Anatomia zabójstwa. Nowa rekonstrukcja zamachu na prezydenta Johna F. Kennedy'ego (współautor), Warszawa 2004.
- Kryminalistyka i inne nauki pomostowe w postępowaniu karnym (red.), Olsztyn 2009.
- Podstawy biologii kryminalistycznej, Warszawa 1980.
- Rekonstrukcja zdarzenia na podstawie śladów biologicznych. Wybrane zagadnienia, Warszawa 1983.
- Zarys osteologii sądowo-lekarskiej, Warszawa 1988.